# Высокиничский район
Высокиничский район — административно-территориальная единица в составе Московской и Калужской областей, существовавшая в 1929—1959 годах. Центр — село Высокиничи.
Высокиничский район был образован в 1929 году в составе Серпуховского округа Московской области на территории бывшей Высокинической волости Тарусского уезда Калужской губернии.
Первоначально район включал следующие сельсоветы: Алтуховский, Акуловский, Белянинский, Борский, Буриновский, Высокинический, Высоковский, Гостешевский, Горяновский, Дуровский, Ивановский, Ишутинский, Колышевский, Малевский, Набатовский, Новосельский, Оболенский, Островский, Потесниковский, Тимашевский, Тишковский, Троицкий, Тростьевский, Трояновский, Чаусовский и Щиглевский.
30 июля 1930 года в связи с ликвидацией окружной системы в СССР Высокиничский район перешёл в прямое подчинение Московской области.
14 ноября 1934 года были упразднены Ишутинский, Набатовский, Новосельский, Оболенский, Потесниковский, Тимашевский и Щиглевский с/с.
5 июля 1944 года Высокиничский район вошёл в состав Калужской области.
По данным 1945 года Высокиничский район делился на 19 сельсоветов: Алтуховский, Ауловский, Белянинский, Борский, Буриновский, Высокиничский, Высоковский, Горяновский, Гостешевский, Дуровский, Ивановский, Колышевский, Малеевский, Островский, Тишковский, Троицкий, Тростьевский, Трояновский и Чаусовский.
В 1959 году Высокиничский район был упразднён, а его территория передана в Угодско-Заводский район.